# 松尾静磨
松尾 靜磨（まつお しずま、1903年2月17日 - 1972年12月31日）は運輸省航空庁長官および日本航空社長・会長を務めた人物。佐賀県杵島郡若木村（後の武雄市）出身。連合国軍最高司令官総司令部によって航空事業が壊滅的な打撃を受けた中、民間航空の再建に取り組み、フラッグキャリアの日本航空の設立に実現したことから戦後日本航空業界の父と言われる。

## 経歴・人物

### 生い立ち
杵島郡若木村（後の武雄市若木町）に4人兄弟の次男として生まれた。松尾家は代々庄屋を務める旧家であり、靜麿の祖父・安兵衛は土木建築業・松尾組（現、松尾建設）を創業、更に佐賀県内の各種企業の経営に参画するなど地元財界にて重きを成した。
旧制佐賀中学校（現・佐賀県立佐賀西高等学校）、旧制佐賀高等学校（現・佐賀大学）を経て、九州帝国大学工学部機械工学科卒業。佐賀中の同級生に海軍軍人の三上卓、衆議院議員の館林三喜男、衆議院議員の江藤夏雄がいる。

### 逓信省
東京瓦斯電気工業に入社し、航空エンジンの設計を担当、生涯を空一筋にかける道を歩み始めた。その後、逓信省に入省。逓信省航空局に入り、1930年（昭和5年）朝鮮総督府航空官をはじめに、蔚山飛行場長、大邱飛行場長、大阪飛行場長、航空局第二部補給課長、同局乗員部第一養成課長などを歴任。

### 日本航空設立
第二次世界大戦後、連合国軍最高司令官総司令部(GHQ)の航空禁止令により航空局は解散、飛行機は破棄・焼却され、軍用機は勿論、民間機も全ての活動が禁止され、航空事業は全面的に停滞した。まさに模型飛行機すらも飛ばすことができず、日本の空を飛ぶのは外国の飛行機だけという有様となった。
この状況の中で、松尾は初代の逓信省航空保安部長、さらに戦後の省庁再編で初代の電気通信省航空保安庁長官として日本航空の設立に動いた。この際に政商として悪名が知られた白洲次郎がアメリカ合衆国の航空会社の資本による設立を画策して、日本航空設立に動いていた松尾や藤山愛一郎と対立した。さらにGHQと粘り強い交渉を重ね、ついに1951年（昭和26年）1月、日本人の会社が航空事業を営むフラッグキャリアである日本航空の設立を勝ち得た。
1951年（昭和26年）10月25日、日本航空のマーチン2-0-2「もく星」号が東京から福岡に向けて飛び立った。日本の空に日の丸の翼が蘇った瞬間であった。後に当時GHQ参謀のアメリカ空軍大佐アレンは、松尾を「絶望の中の勇者」と呼び、彼の忍耐強い不屈の人間性を尊敬を込めて賞賛した。

### JAL、ANA、TDA歴任
その後初代の運輸省航空庁長官を経て、退官後、1951年（昭和26年）に政府の特殊会社だった日本航空に天下り、専務。1957年副社長を経て、1961年二代目社長に就任。ジェット機、さらにはジャンボ機の導入、国内路線・国際路線を開設、日の丸の翼を世界の空へと拡張、併せて安全性を最優先し、「臆病者と呼ばれる勇気を持て」と言う有名な言葉も残した。
また、1961年航空審議会委員、1962年には全日本空輸取締役、1963年全日本航空事業連合会会長、1963年日本経営者団体連盟常任理事、1966年日本国内航空会長、1971年松尾建設会長など多数の公職を歴任。1971年5月には東亜国内航空取締役相談役に就任するとともに、日本航空では取締役会長に就任。
1971年、昭和天皇・香淳皇后の欧州七か国歴訪に際しては、日本航空会長の松尾は案内役として同行した。1963年藍綬褒章受章。1972年に死去した。1973年勲一等瑞宝章受章。

## 家族
配偶者
松尾ふみ
子供
芳郎、節子、賢二、俊介

## 語録
- 臆病者と言われる勇気を持て。安全航行こそ、最大の使命であり、責任である。
臆病者と言われるのを恐れないと言われることも多い。
- 企業というものは社長一人が優れていても、たいしたことではないんです。全社員がそれぞれの能力を十分に発揮できるような、一人一人が気持ちよく働けるような職場づくりをしなければ業績は上がりません。
ワンマン経営を批判した発言としてよく引用される。
- … 祖先のこころうけついだ この空この地このからだ はえあるその名 若木のように 希望明るく手をとって つくるよい郷（さと）よい日本
母校・武雄市立若木小学校の校歌の締めくくり部。57歳の時に頼まれて作詞したもので、日本の未来を託す子供たちに寄せる靜磨の温かい期待があふれている。

## 松尾静磨を取り上げた作品
- エアガール（2021年・テレビ朝日） -  松尾をモデルとした航空庁長官「松木静男」（演：吉岡秀隆）